# Стемфорд (Небраска)
Стемфорд (англ. Stamford) — селище (англ. village) в США, в окрузі Гарлан штату Небраска. Населення — 158 осіб (2020).

## Географія
Стемфорд розташований за координатами 40°7′52″ пн. ш. 99°35′40″ зх. д. / 40.13111° пн. ш. 99.59444° зх. д. (40.131243, -99.594439).  За даними Бюро перепису населення США в 2010 році селище мало площу 1,23 км², уся площа — суходіл.

## Демографія
Згідно з переписом 2010 року, у селищі мешкали 183 особи в 82 домогосподарствах у складі 48 родин. Густота населення становила 149 осіб/км².  Було 102 помешкання (83/км²).
Расовий склад населення:
| - 97,3 % — білих - 1,6 % — осіб інших рас |

До двох чи більше рас належало 1,1 %. Частка іспаномовних становила 3,8 % від усіх жителів.
За віковим діапазоном населення розподілялося таким чином: 25,7 % — особи молодші 18 років, 47,5 % — особи у віці 18—64 років, 26,8 % — особи у віці 65 років та старші. Медіана віку мешканця становила 45,5 року. На 100 осіб жіночої статі у селищі припадало 90,6 чоловіків;  на 100 жінок у віці від 18 років та старших — 100,0 чоловіків також старших 18 років.
Середній дохід на одне домашнє господарство  становив 45 505 доларів США (медіана — 40 417), а середній дохід на одну сім'ю — 62 364 долари (медіана — 45 833). За межею бідності перебувало 12,8 % осіб, у тому числі 18,5 % дітей у віці до 18 років та 3,8 % осіб у віці 65 років та старших.
Цивільне працевлаштоване населення становило 77 осіб. Основні галузі зайнятості: освіта, охорона здоров'я та соціальна допомога — 31,2 %, виробництво — 23,4 %, транспорт — 9,1 %, роздрібна торгівля — 9,1 %.